# Mortal Kombat 4
Mortal Kombat 4 is het vierde spel in de Mortal Kombat-reeks; dat bekendheid kreeg als vechtspel met veel geweld en bloed. Mortal Kombat 4 verscheen oorspronkelijk als arcadespel in april 1997. Het werd in 1998 ook geporteerd naar de Nintendo 64, Sony PlayStation en voor Windows. In 1999 is ook een Game Boy Color versie uitgebracht in 2D door Digital Eclipse. 
Mortal Kombat 4 kreeg ditmaal 3D-computergraphics. Er werd een verhaallijn toegevoegd en er zijn 17 personages die het in gevechten tegen elkaar opnemen. Verder bleef de gameplay en personages gelijk aan voorgaande spellen.
Het spel is tevens uitgebracht als uitgebreide versie onder de titel Mortal Kombat Gold, en bevat meer personages en levels.

## Personages
| Huidige: - Fujin - Jarek - Kai - Quan Chi - Reiko - Shinnok - Tanya | Nieuwe: - Goro - Jax - Johnny Cage - Liu Kang - Noob Saibot - Raiden - Reptile - Scorpion - Sonya Blade - Sub-Zero |

## Ontvangst
Mortal Kombat 4 kreeg overwegend positieve recensies in de vakbladen. Men prees de gameplay, het grafische uiterlijk en de personages. Kritiek werd gegeven op enkele bugs en het lage aantal Fatalities.
GameSpot gaf het een gemiddelde score van 8,6, en IGN beoordeelde het met een gemiddelde van 8,3.